# Stráž na Sione
Stráž na Sione egy szlovák nyelven megjelenő egyházi, evangélikus lap volt a Magyar Királyságban, később Csehszlovákiában. Missziós kiadványként havonta jelent meg 1893 és 1950 között. Szerkesztősége kezdetben Rózsahegyen, később Modorban volt.